# Barlangi oroszlán

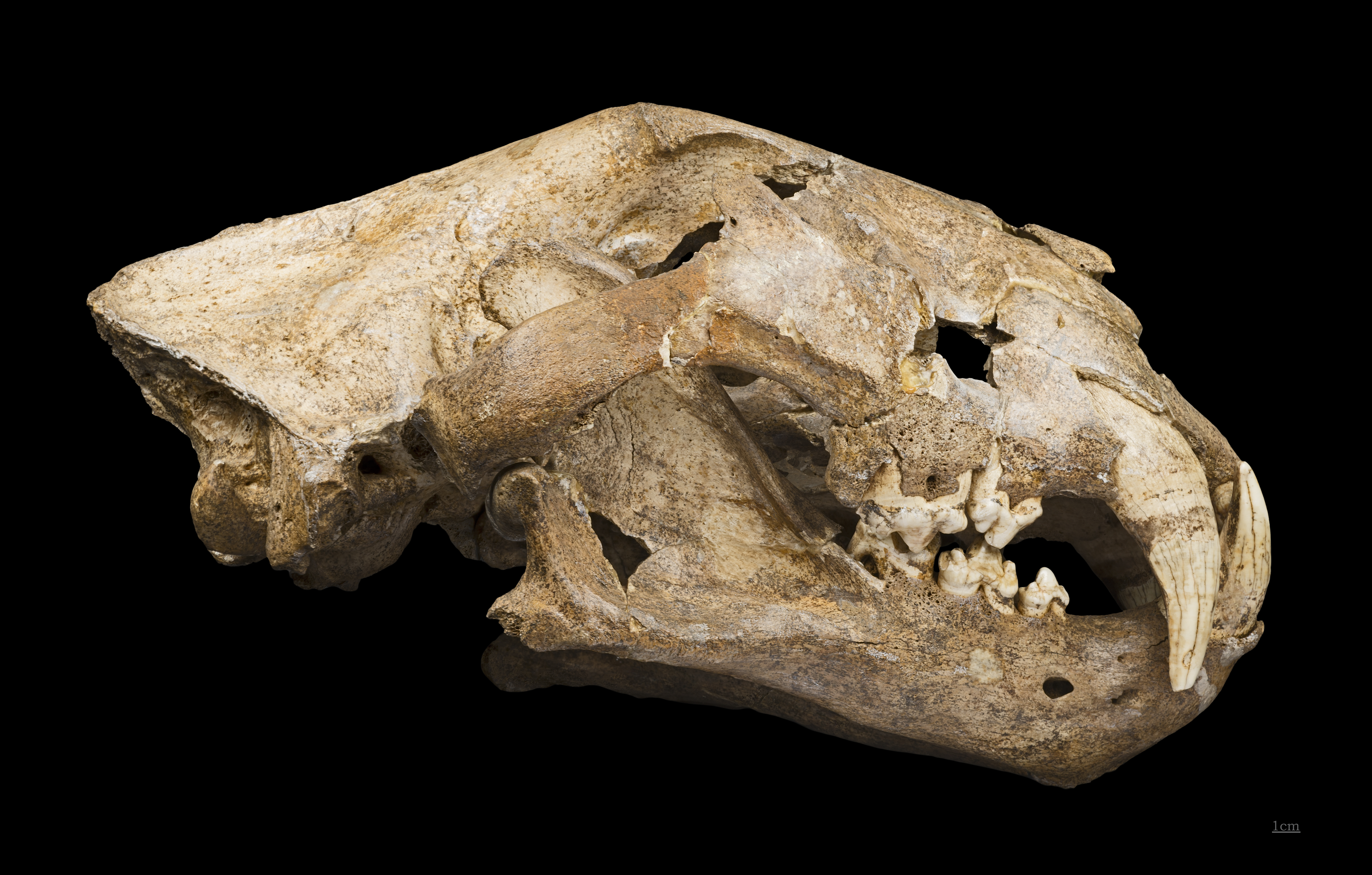
Panthera leo spelaea

A barlangi oroszlán (Panthera spelaea) a macskafélék családjának egy kihalt faja, amely a pleisztocén idején élt Eurázsiában és a Würm-glaciális végével tűnt el, mintegy 13 000 éve.
Széles körben elterjedt volt a Ibériai-félszigeten, Délkelet-Európában, Közép-Európában, a Kelet-európai-síkságon, de élőhelye kiterjedt Szibériára és Alaszkára is. Valószínűleg túlnyomórészt nyílt élőhelyeken, például sztyeppéken és füves területeken fordult elő.
A pleisztocén emberének kortársa volt. Hatalmas termetű macskaféle lehetett: mintegy harmadával nőtt nagyobbra, mint a mai, Afrikában élő oroszlán, viszont az alábbi vonásokban különbözött tőle (az ősemberek által készített európai barlangrajzok alapján):
- nem volt sörénye;
- a farka végén nem volt bojt;
- testét vastagabb és hosszabb szőrzet fedte;
- kisebb fülei voltak.

Pontos besorolása még ma is vitatott: koponyájának alakja alapján inkább a tigrisekkel rokonították, viszont a DNS-vizsgálatok szerint úgy tűnik, hogy inkább az afrikai oroszlánokkal állt közelebbi rokonságban.
Kihalásának okai vitatottak, valószínűleg a túlzott emberi vadászat lehetett az oka: vagy zsákmányállataik, vagy a barlangi oroszlánok vadászatával. De a felmelegedés is szerepet játszhatott ebben: a magyarázat szerint az erdők területe növekedett a barlangi oroszlán vadászterületeként szolgáló nyílt térségek rovására. (Erről bővebben: pleisztocén megafauna.)